# Aullville (Misuri)
Aullville es una villa ubicada en el condado de Lafayette en el estado estadounidense de Misuri. En el Censo de 2010 tenía una población de 100 habitantes y una densidad poblacional de 145,15 personas por km².

## Geografía
Aullville se encuentra ubicada en las coordenadas 39°1′3″N 93°40′40″O / 39.01750, -93.67778. Según la Oficina del Censo de los Estados Unidos, Aullville tiene una superficie total de 0.69 km², de la cual 0.69 km² corresponden a tierra firme y (0 %) 0 km² es agua.

## Demografía
Según el censo de 2010, había 100 personas residiendo en Aullville. La densidad de población era de 145,15 hab./km². De los 100 habitantes, Aullville estaba compuesto por el 99 % blancos, el 0 % eran afroamericanos, el 0 % eran amerindios, el 0 % eran asiáticos, el 0 % eran isleños del Pacífico, el 0 % eran de otras razas y el 1 % pertenecían a dos o más razas. Del total de la población el 0 % eran hispanos o latinos de cualquier raza.